# Мокрецов, Илья Владимирович
Илья Владимирович Мокрецов (род. 17 апреля 1984, Казань) — российский и казахстанский фехтовальщик-саблист. Участник летних Олимпийских игр 2016 года.

## Биография
Илья Мокрецов родился 17 апреля 1984 года в городе Казань.
Окончил Татарский государственный гуманитарно-педагогический университет и Поволжскую государственную академию физической культуры, спорта и туризма.
Выступал в соревнованиях по фехтованию за Казань. Тренировался под руководством Льва Белоусова. 
В 2005 году завоевал золото летней Универсиады в Измире в командном турнире саблистов.
Трижды выигрывал бронзовые медали чемпионата России: в 2007 и 2010 годах в личном турнире, в 2012 году — в командном.
Впоследствии выступал за Казахстан, представлял алма-атинскую СШВСМ.
В 2016 году вошёл в состав сборной Казахстана на летних Олимпийских играх в Рио-де-Жанейро. В личном турнире саблистов в 1/16 финала проиграл Дэрилу Хомеру из США — 11:15.
Мастер спорта России международного класса.
После окончания выступлений стал судьёй по фехтованию.